# Diwali

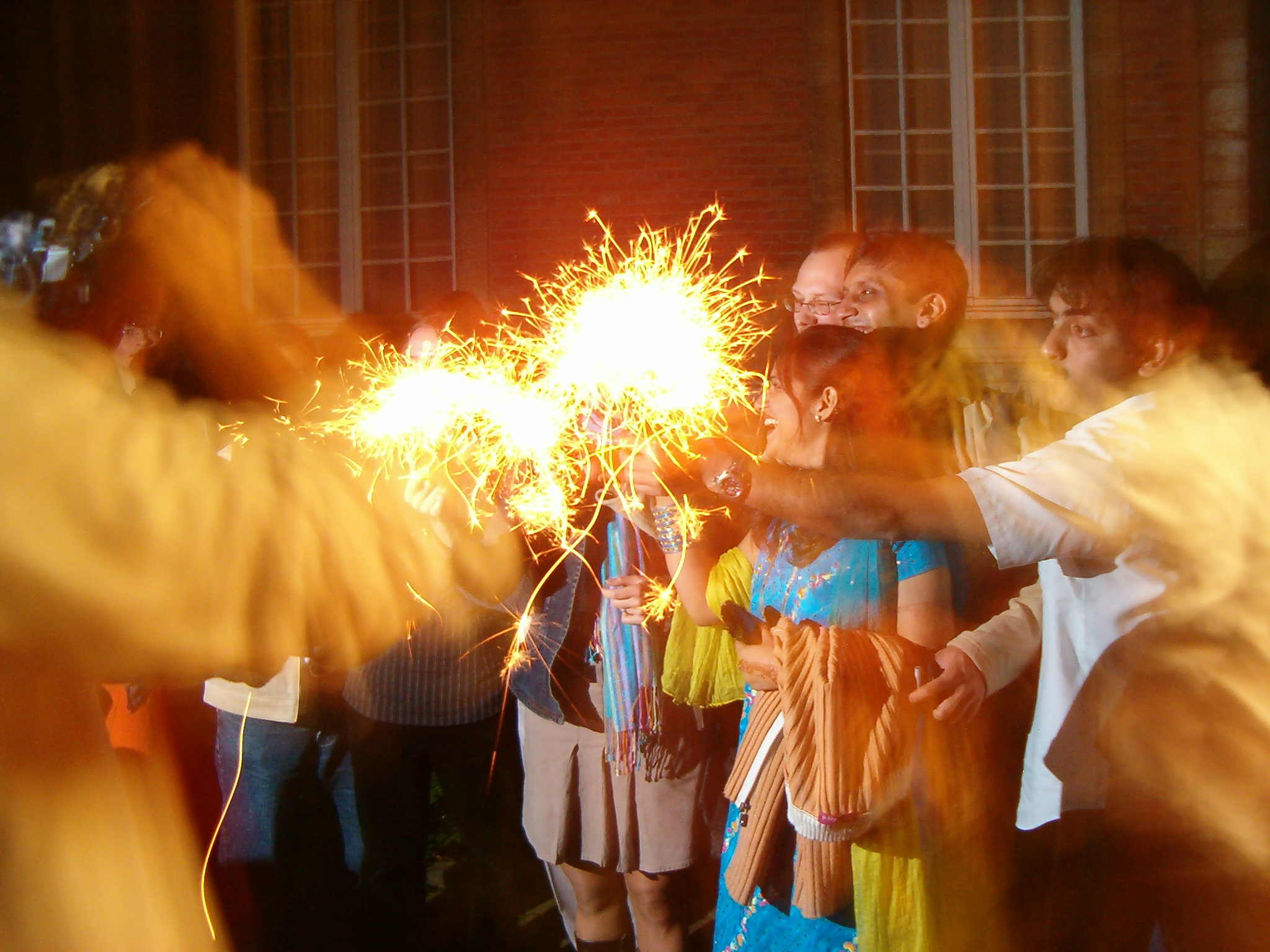
Diwali, o festival de luz

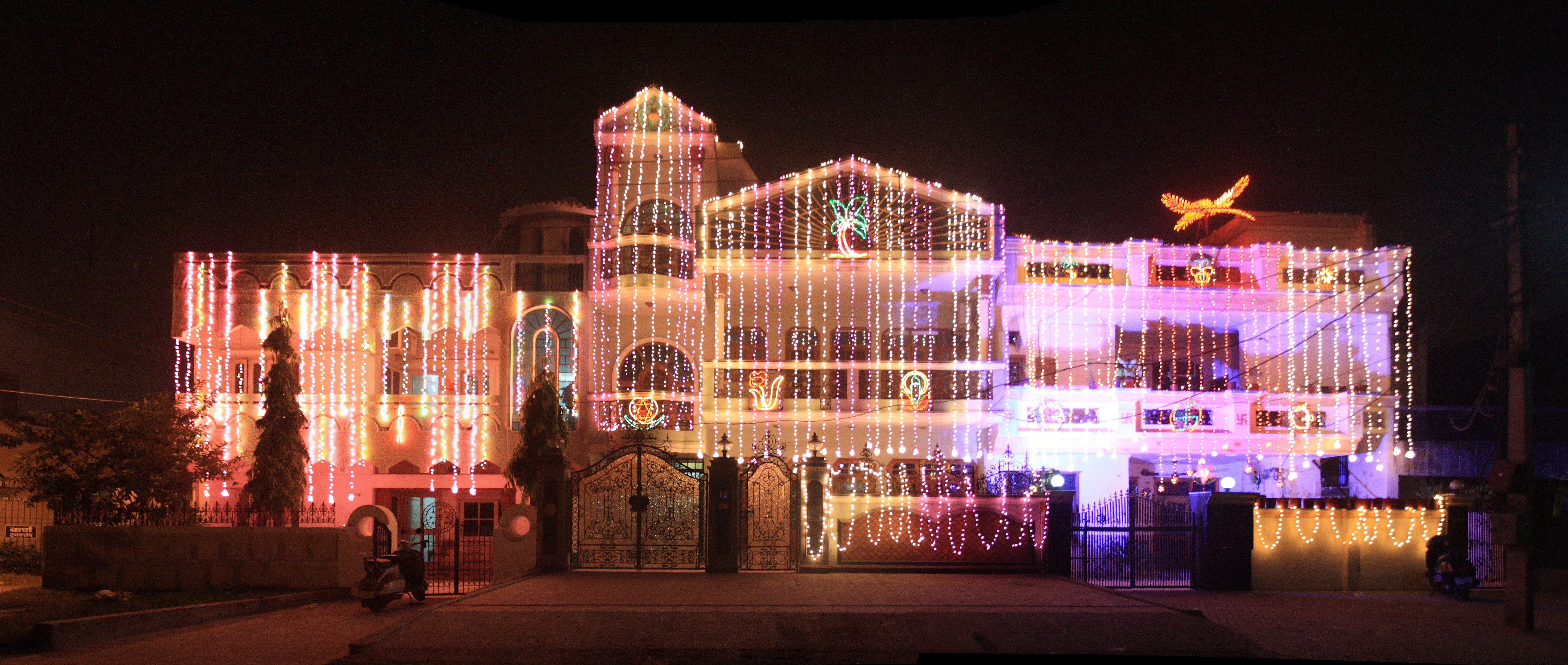
Casa iluminada por luzes de Natal em Haryana Karnal, por ocasião do Divali em 2010.

O Diwali (também Deepavali ou Deepawali) é uma festa religiosa hindu, conhecida também como o festival das luzes. Durante o Diwali, celebrado uma vez ao ano, as pessoas estreiam roupas novas, dividem doces e lançam fogos de artifício. Este festival celebra, entre outras histórias, a destruição de Narakasura por Sri Krishna, o que converte o Diwali num evento religioso que simboliza a destruição das forças do mal.
O Diwali é um grande feriado indiano, e um importante festival para o hinduísmo, o sikhismo, o budismo e o jainismo. Muitas histórias são associados a Diwali. O feriado é atualmente comemorado pelos hindus, sikhs e jainas em todo o mundo como o festival das luzes, onde as luzes ou lâmpadas significam a vitória do bem sobre o mal dentro de cada ser humano. Diwali é comemorado no primeiro dia do mês lunar Kartika, que ocorre no mês de outubro ou novembro, sendo uma época de muita religiosidade, votos de sacrifício e introspecção.
Em muitas partes da Índia, é o Baile do Rei Ramachandra em Ayodhya, após 14 anos de exílio na floresta. Sri Rama, um dos avatares de Vishnu, derrotou o mal encarnado em Ravana, que havia raptado sua esposa Sitadevi. O povo de Ayodhya (a capital do seu reino) congratulou-se com Rama por iluminação em fileiras (avali) das lâmpadas (Deepa), dando assim o seu nome: Deepavali. Esta palavra, em devido tempo, se tornou Diwali em hindi. Mas, no sul indiano em algumas línguas, a palavra não sofreu qualquer alteração e, portanto, o festival é chamado Deepavali no sul da Índia. Existem várias observâncias do feriado em toda a Índia. 
O Diwali no Jainismo é marcado como o nirvana do Lord Mahavira, que ocorreu em 15 de outubro de 527 a.C. 
Entre os sikhs, o Diwali veio a ter significado especial a partir do dia ao qual houve o retorno a cidade de Amritsar do iluminado Guru Hargobind (1595-1644), que havia sido detido no Forte em Gwalior sob as ordens do imperador Mughal, Jahangir (1570-1627). Como o sexto Guru (professor), do Sikhismo, Guru Hargobind Ji, foi libertado da prisão - juntamente com 53 reis hindus (que eram mantidos como prisioneiros políticos) a quem o Guru havia organizado sua libertação. Após a sua libertação ele foi para o Darbar Sahib (Templo Dourado) na cidade santa de Amritsar, onde foi saudado pelo povo com tamanha felicidade que acenderam velas e diyas para cumprimentar o Guru. Devido a isto, sikhs referem frequentemente que Diwali também como BANDI Chhorh Divas - "o dia da libertação dos detidos". 
O festival também é comemorado pelos budistas do Nepal, especialmente os budistas Newar. 
Na Índia, o Diwali é hoje considerado um festival nacional quanto ao aspecto estético, entretanto, é usufruído pelos hindus, independentemente da fé.

## Diwali e a religião hindu

### Divindades hindus associado com Divali
O Divali envolve muitas histórias do Hinduísmo, principalmente relacionadas a Vishnu e Lakshmi, sua esposa.
Tal como Brahma, responsável pela criação do universo material, e Shiva, responsável pela destruição da criação material, Vishnu, responsável pela manutenção, faz parte da Trimúrti, a trindade do hinduísmo. Cada uma dessas divindades é acompanhada por sua esposa (sua Shákti), potência, a deusa associada a ele. Assim, a esposa de Brahma é Sarasvati, a deusa do conhecimento, enquanto Shiva é acompanhado por Parvati, a própria natureza material encarnada. Finalmente, a de Vishnu é Lakshmi, que personifica a riqueza.
Vishnu é muito popular também através de seus avatares, encarnações em diferentes formas, sendo os mais famosos Rama, o herói mítico do Ramayana, um dos grandes épicos hindus, Krishna, personagem central do maior épico da humanidade, o Mahabharata, e mais popular deidade da Índia, trazendo o amor divino personificado, além de outros como Narasimhadeva, o homem-leão, que veio proteger seu devoto Prahlada.